# OK Not to Be OK
Singles par Marshmello
Baggin'
(2020) Too Much
(2020)
Singles par Demi Lovato
I'm Ready
(2020) Still Have Me
(2020)
Clip vidéo
[vidéo] « OK Not to Be OK », sur YouTube
OK Not to Be OK est une chanson du disc jockey américain Marshmello et de la chanteuse Demi Lovato. Elle est sortie en single le 10 septembre 2020 sous les labels Island et Joytime Collective.

## Crédits
Crédits provenant de Tidal .
- Marshmello – écriture, production, claviers, programmation
- Demi Lovato – écriture
- Gregory Hein – écriture
- James Gutch – écriture
- James Nicholas Bailey – écriture
- Mitch Allan – ingénieur du son, production vocale
- Michelle Mancini – mastering
- Manny Marroquin – mixage audio

## Liste des pistes
| 1. | OK Not to Be OK | 2:39 |

| 1. | OK Not to Be OK (Duke & Jones Remix) | 2:34 |

| 1. | OK Not to Be OK (Lost Stories Remix) | 3:05 |

## Classements hebdomadaires
| Classement (2020)                       | Meilleure position |
| --------------------------------------- | ------------------ |
| Australie (ARIA)                        | 47                 |
| Belgique (Flandre Ultratip 100)         | 1                  |
| Canada (Hot 100)                        | 41                 |
| Canada (CHR/Top 40)                     | 30                 |
| Canada (Hot AC)                         | 29                 |
| CEI (Tophit)                            | 215                |
| Croatie (HRT)                           | 23                 |
| Écosse (OCC)                            | 27                 |
| États-Unis (Hot 100)                    | 36                 |
| États-Unis (Adult Contemporary)         | 26                 |
| États-Unis (Adult Pop Songs)            | 20                 |
| États-Unis (Hot Dance/Electronic Songs) | 2                  |
| États-Unis (Pop Airplay)                | 22                 |
| États-Unis (Rolling Stone Top 100)      | 22                 |
| France (SNEP Ventes)                    | 81                 |
| Global 200 (Billboard)                  | 32                 |
| Grèce (IFPI)                            | 91                 |
| Hongrie (Single Top 40)                 | 20                 |
| Irlande (Irish Singles Chart)           | 43                 |
| Japon Hot Overseas (Billboard)          | 17                 |
| Lituanie (AGATA)                        | 56                 |
| Nouvelle-Zélande (RMNZ Hot Singles)     | 4                  |
| Pays-Bas (Nederlandse Tipparade)        | 1                  |
| Pays-Bas (Single Tip)                   | 14                 |
| Portugal (AFP)                          | 109                |
| Royaume-Uni (UK Singles Chart)          | 42                 |
| Slovaquie (IFPI Rádio)                  | 80                 |
| Suède (Sverigetopplistan)               | 72                 |
| Suisse (Schweizer Hitparade)            | 51                 |
| Tchéquie (IFPI Rádio)                   | 94                 |

## Historique de sortie
| Région | Date              | Format                       | Label(s)           | Ref.  |
| ------ | ----------------- | ---------------------------- | ------------------ | ----- |
| Divers | 10 septembre 2020 | - Téléchargement - streaming | - Island - Joytime | [ 2 ] |